# Азурный шпат

Азу́рный шпат (прямым переводом от англ. Azure spar или от нем. Lazur spath, Blau spath), также голубой, лазо́ревый или лазу́рный шпат — тривиальное и торговое, частично устаревшее название для нескольких самых известных минералов ярко-голубого или синего цвета, имеющих также похожие названия, — прежде всего, для лазурита и азурита,:14 а также для более редкого в обиходе лазулита.:248
Кроме того, Роберт Джемсон в своих основополагающих работах 1804-1821 годов к числу азурных шпатов относил также гаюин как отдельный минеральный вид и так называемый «калаит» (англ. «Calaite, or Mineral Turquois»), под которым в 1820-е годы имелась в виду только бирюза.:571-572
Все перечисленные минералы известны, прежде всего, как декоративные поделочные камни, кроме того, большинство из них исторически употребляются в качестве живописных пигментов и красителей для разных целей. Более других декоративное применение исторически имеет лазурит или ляпис-лазурь, причисленная по классификации А. Ферсмана и М. Бауэра к категории полудрагоценных поделочных камней первого порядка. Гаюин ценится значительно выше лазурита, однако в ювелирном качестве, пригодном для огранки, он встречается нечасто. Азурит или медная лазурь значительно реже применяется как поделочный камень вследствие хрупкости и химической нестойкости, однако этот минерал со старейших времён известен как пигмент синей темперной краски, главным образом, в иконописи. Наконец, лазулит иногда используется не только как поделочный камень, но и для ювелирной огранки, хотя находки качественного сырья слишком редки для его массового применения. Что же касается бирюзы, то она с древних времён входит в число самых популярных поделочных и полудрагоценных камней.

## Основные минералы
- Лазурит или ляпис-лазурь — непрозрачный минерал, по составу алюмосиликат-сульфат натрия с идеальной формулой Na[(AlSiO4)SO4], имеющий цвет от синего до голубовато- или зеленовато-серого, ранее был широко известен как азурный шпат.[1]:14
- Гаюин или призматический азурный шпат (англ. prismatic Azure-spar) — прозрачный или полупрозрачный минерал, близкий к лазуриту, по составу алюмосиликат натрия и кальция с идеальной формулой (Na,Ca)4-8Al6Si6(O,S)24(SO4,Cl)1-2, имеющий цвет голубой или синий, иногда с зеленоватым оттенком,[5] также был известен в числе азурных шпатов.[4]:571
- Азурит или медная лазурь — непрозрачный или слегка просвечивающий минерал, по составу гидрокарбонат меди с идеальной формулой Cu3(СО3)2(ОН)2, имеющий яркий синий цвет, один из наиболее распространённых вторичных минералов, содержащих медь, также известен как азурный шпат.[1]:14
- Лазулит или лазурный шпат — прозрачный или полупрозрачный минерал, по составу водный фосфат железа, магния и алюминия с идеальной формулой (Mg,Fe2+)Al2(OH,PO4)2, имеющий красивый небесно-синий, голубой или синеватый цвет, известен как азурный шпат.[2]:248
- Бирюза или калаит — широко известный непрозрачный минерал, по составу гидратированный фосфат алюминия и меди с идеальной формулой CuAl6[PO4]4(OH)8·5H2O, также входивший в число азурных шпатов.[4]:571-572

## Галерея азурных шпатов
- Лазурит
- Гаюин
- Азурит
- Лазулит
- Бирюза